# Melitaea tschecha
Melitaea tschecha är en fjärilsart som beskrevs av Felix Bryk 1940. Melitaea tschecha ingår i släktet Melitaea och familjen praktfjärilar. Inga underarter finns listade i Catalogue of Life.